# Stehender Ammoniter

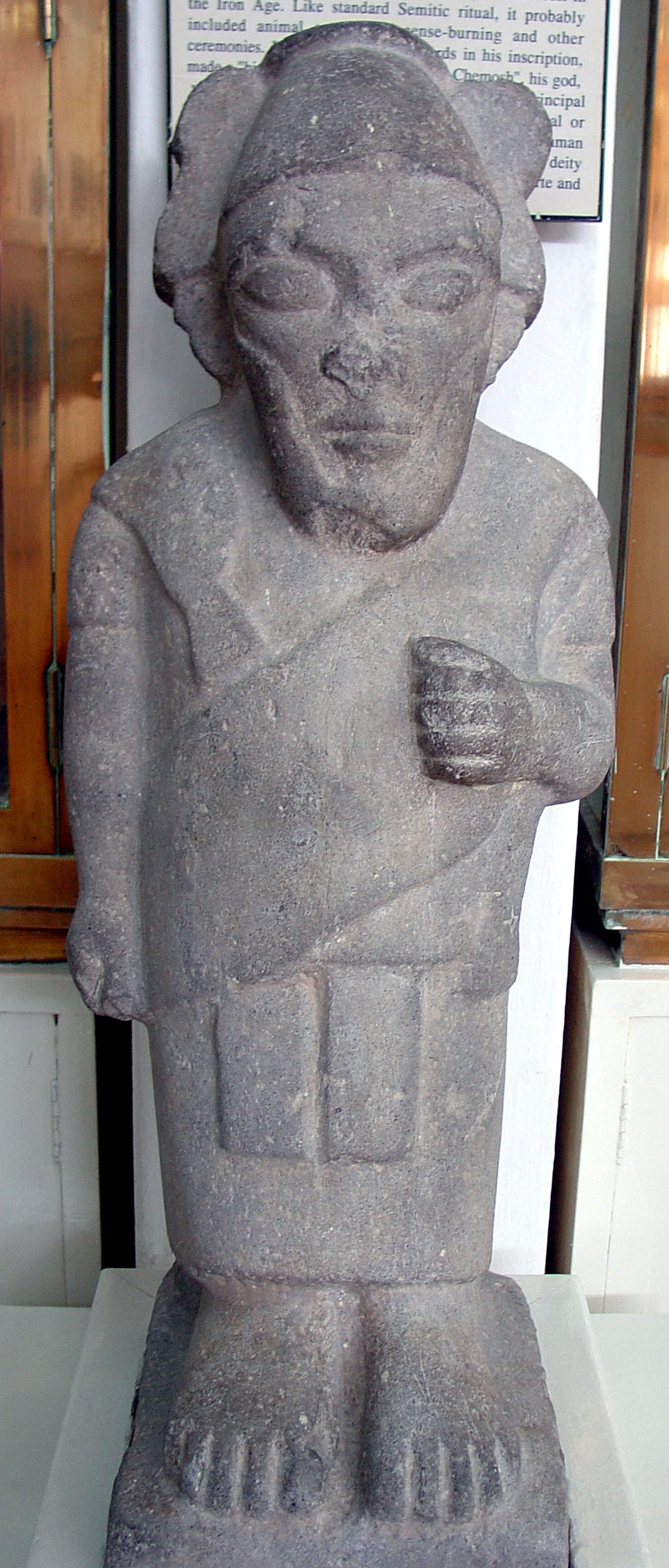
Stehender Ammoniter

Der Stehende Ammoniter ist eine 83 cm hohe Statue aus grauem hartem Stein, die 1949 am Fuß der Zitadelle von Amman in Jordanien aufgefunden wurde. Sie befindet sich heute im dortigen Archäologischen Museum und hat die Katalognummer J 1657.

## Beschreibung
Dargestellt ist ein bärtiger Würdenträger der Eisenzeit II. Er ist mit einem langen Gewand bekleidet; die beiden Enden des Gürtels hängen vorn herunter. Ein breiter Schal ist um Oberkörper und Schultern drapiert, so dass eine Quaste über die rechte Schulter fällt. Der linke Arm ist angewinkelt, die Hand hält ein kleines Objekt, vielleicht ein Gefäß.
Auf dem Kopf trägt der Ammoniter eine Atef-Krone. Sie war in Ägypten ein Attribut von Gottheiten, im syrischen Raum aber auch eine Kopfbedeckung bedeutender Menschen. 
Die Körperhaltung der Figur ist starr, der Gesichtsausdruck ernst. Die Statue kann der Kultur der Ammoniter zugeordnet werden und ist zwischen dem Ende des 8. Jahrhunderts und dem Beginn des 7. Jahrhunderts entstanden.

## Kontext
Im Raum Amman wurden mehrere Büsten gefunden, die dem oberen Teil dieser Statue ähnlich sind, das heißt, die Dargestellten sind bärtig und mit der Atef-Krone ausgezeichnet. Die Mehrheit der Forscher interpretiert sie als Könige der Ammoniter. Eine Minderheit sieht in ihnen Gottheiten.